# Víkingur Reykjavík

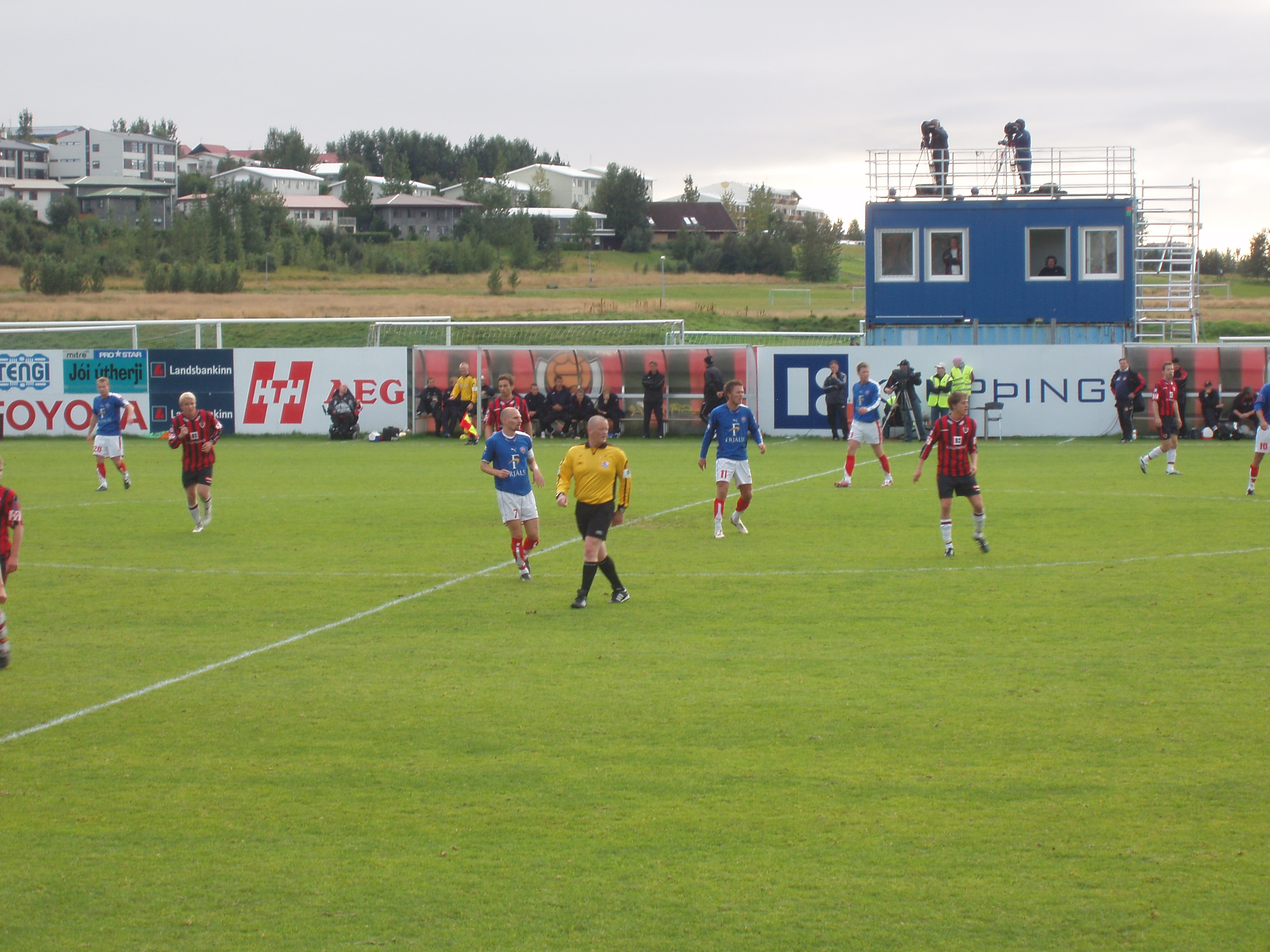
Víkingur

Knattspyrnufélagið Víkingur este un club de fotbal din Reykjavík, Islanda.

## Palmares
- Campionatul Islandei: 1920, 1924, 1981, 1982, 1991, 2021, 2023
- Cupa Islandei: 1971, 2019, 2021, 2022, 2023
- Icelandic Champions of Champions: 1982, 1983
- Icelandic 1st Division Champions: 1969, 1971, 1973, 1987, 2010
- Reykjavik Champions: 1940, 1974, 1976, 1980, 1982
- Spring Champions: 1951

## Meciuri în competițiile europene
Liga Campionilor
- 30.09.1992: Víkingur - CSKA Moskva (2-4)
- 16.09.1992: Víkingur - CSKA Moskva (0-1)
- 28.09.1983: Víkingur - Raba ETO (0-2)
- 14.09.1983: Víkingur - Raba ETO (1-2)
- 29.09.1982: Víkingur - Real Sociedad (2-3)
- 15.09.1982: Víkingur - Real Sociedad (0-1)

Cupa Cupelor UEFA
- 27.9.1972: Víkingur - Legia Varșovia (0-9)
- 13.9.1972: Víkingur - Legia Varșovia (0-2)

## Jucători notabili
| - Jimmy Høyer - Carl Dickinson - Jermaine Palmer - Steve Slade - Denis Abdulahi - Arnór Guðjohnsen - Gunnar Kristjánsson - Heimir Karlsson - Helgi Sigurðsson - Kári Árnason - Kolbeinn Sigþórsson | - Lárus Guðmundsson - Kolbeinn Sigþórsson - Sölvi Ottesen - Viktor Bjarki Arnarsson - Richard Keogh - Gordon Hunter - Colin Marshall - Colin McKee - Miroslav Pilipovič - Alan Prentice - Miloš Glogovac - Siniša Kekić |